# Jochen Ritter
Jochen Ritter (* 12. Mai 1966 in Rüthen) ist ein deutscher Politiker der CDU. Er ist seit 2017 Abgeordneter im Landtag von Nordrhein-Westfalen.

## Leben und Beruf
Jochen Ritter wurde am 12. Mai 1966 in Rüthen an der Möhne geboren, wuchs in Finnentrop-Ostentrop auf, besuchte in Schönholthausen die Grundschule und in Attendorn das Rivius-Gymnasium. Nach dem Abitur machte er bei der Kreisverwaltung Olpe eine Ausbildung zum Diplom-Verwaltungswirt (FH) mit anschließendem Studium zum Diplom-Wirtschaftsingenieur (FH). Nach 20 Jahren im gehobenen Dienst der Kreisverwaltung wechselte er im Jahr 2009 als Fachbereichsleiter Immobilienmanagement zur Stadtverwaltung Gummersbach. Ritters Wohnsitz ist Olpe.

## Politik
Ritter trat 1999 in die CDU ein. Seit 2009 ist er Fraktionsmitglied der CDU im Rat der Stadt Olpe. Von 2012 bis 2016 war er Vorsitzender des CDU-Stadtverbands Olpe und übernahm 2015 den Vorsitz des Kreisverbands. Seit 2014 ist er zudem Aufsichtsratsvorsitzender der Gewerbepark Hüppcherhammer GmbH, interkommunaler Gewerbepark der beiden Städte Olpe und Drolshagen.  
Bei der Landtagswahl in Nordrhein-Westfalen 2017 wurde Ritter als Direktkandidat der CDU mit 54,7 % der Erststimmen im Wahlkreis 128 (Olpe) in den Landtag gewählt. Er ist seit 2017 ordentliches Mitglied in den parlamentarischen Arbeitskreisen Heimat, Kommunales, Bauen und Wohnen sowie Umwelt, Landwirtschaft, Natur- und Verbraucherschutz. Darüber hinaus ist er stellvertretendes Mitglied in den Arbeitskreisen Petitionen wie auch Digitalisierung und Innovation.
Bei der Landtagswahl in Nordrhein-Westfalen 2022 trat Ritter erneut als Direktkandidat im Wahlkreis 128 (Olpe) an und wurde mit 54,1 % der Erststimmen in den Landtag gewählt.